# Chapelle canadienne de Namur
La chapelle canadienne de Namur, dédiée en 2007 à Séraphim de Sarov, est une chapelle orthodoxe située au lieu-dit Milieu du Monde, avenue de la Vecquée 9, sur les hauteurs de la ville de Namur, sur le territoire du village de Salzinnes, en Belgique. Construite en 1911, elles est reconnue par l'évêché de Namur en 1912, ouverte au culte catholique et dédiée à saint Gérard. La chapelle fait plus tard, en 1962, l'objet d'une donation par la famille Fallon à l'association sans but lucratif œuvres paroissiales du doyenné.

## Structure
La chapelle est un petit bâtiment en bois peint mononef à trois travées, recoupé par un transept et terminé par un chœur à pans coupés. La toiture est débordante en asbeste-ciment peint en rouge. Un clocheton domine l'ensemble.  

## Histoire
Abandonnée depuis le début des années 1970, elle est occupée par une paroisse de l'Église orthodoxe russe à partir de 2007, restaurée une première fois et dédiée à Séraphim de Sarov (1754-1833), l'une des personnalités les plus honorées chez les orthodoxes. Mgr André Léonard et les moines de l'abbaye de Chevetogne ont aidé les orthodoxes à s'installer dans la chapelle. L'ambassadeur de la fédération de Russie (de 2004 à 2009) Vadim Loukov a également œuvré pour que le projet de création d'une paroisse dans la chapelle canadienne se réalise. Les membres de la communauté des fidèles du culte orthodoxe des provinces belges de Luxembourg et de Namur y assistent régulièrement à des célébrations dans leur langue maternelle, le russe,. 

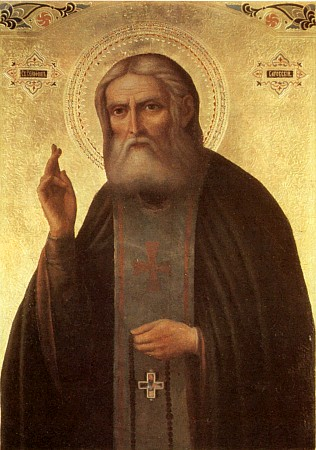
Icône de Seraphim de Sarov

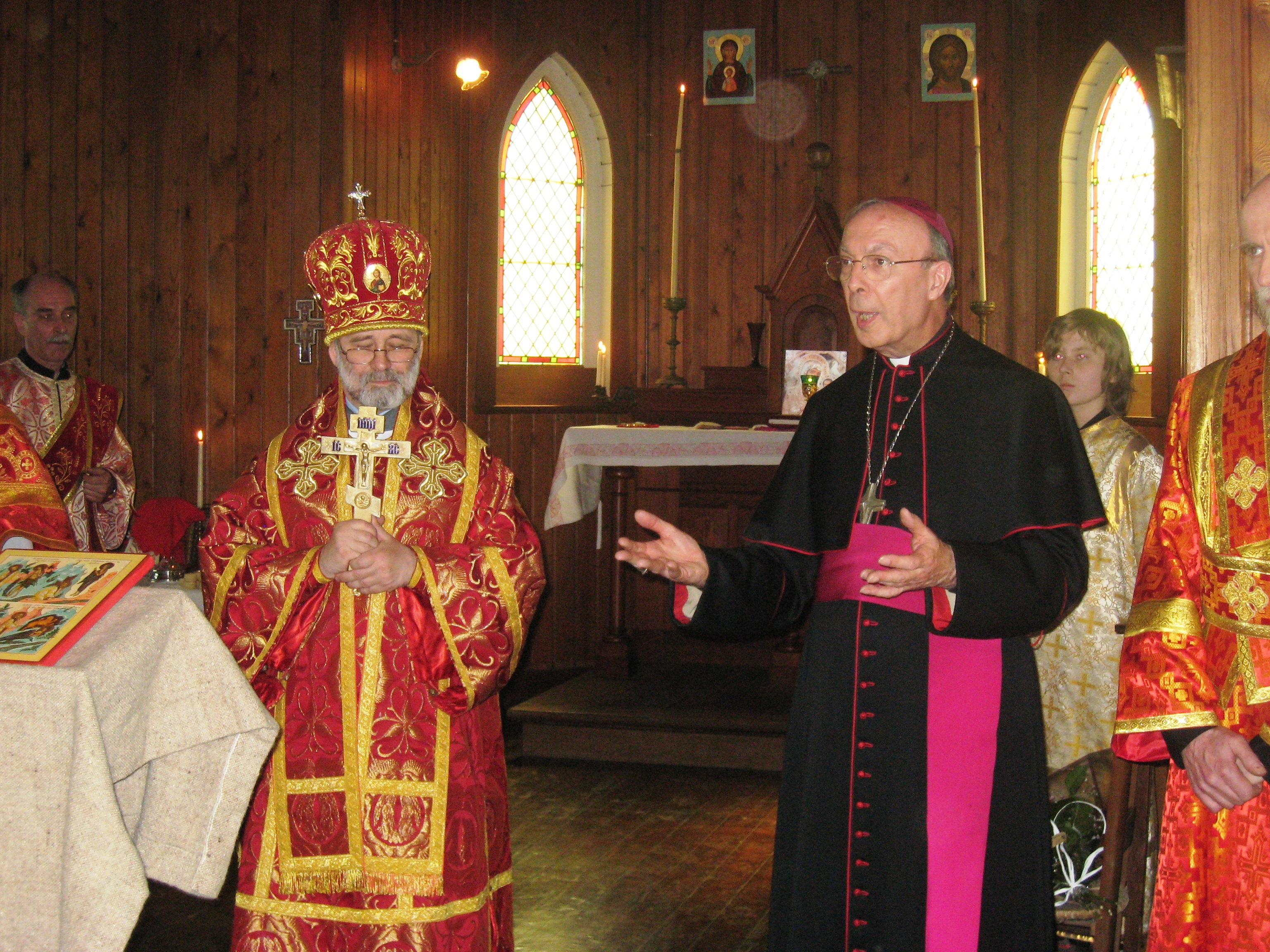
L'archevêque orthodoxe Simon et Mgr Léonard durant une concélébration le 14 avril 2007

## Dénominationcanadiennede la chapelle
Plusieurs explications existent à propos de l'origine du qualificatif canadienne adjoint au mot chapelle. En 2003, M. Legat, curé de Loverval où existe une chapelle similaire un peu plus récente (1923), a trouvé des éléments de réponse à cette appellation canadienne. Dans une lettre datée de juin 2003, Benoît de Patoul, petit-fils du baron Maurice Fallon écrit : « Mon grand-père, le baron Fallon, a fait en 1911 un voyage au Canada où il a vu de nombreuses  constructions de ce genre, et il a fait construire une chapelle pour les gens, qui, proches voisins, trouvaient les églises trop éloignées <…> Les plans sont d'origine irlandaise  ou écossaise. Ils ont été recopiés ou adaptés par un menuisier ardennais. »
Mais récemment, l'architecte d'intérieur belge Jean Guillaume Van Caulaert, diplômé de l'ESA de Bruxelles, s'est intéressé aux bâtiments en bois en Belgique construits depuis le début du XXe siècle. Il a découvert que la chapelle canadienne de Namur était en fait d'origine norvégienne. La direction norvégienne du patrimoine culturelle lui a envoyé 200 plans de bâtiments pour lui permettre de réaliser ses travaux scientifiques. Pour la chapelle de Namur-Salzinne, il a disposé d'un plan intermédiaire dessiné par l'architecte de la société Strommen Traeverafabrik, entreprise de construction préfabriquées située à une vingtaine de kilomètres d'Oslo en Norvège. 
Sur le plan est précisé le nom du commanditaire, le Baron Maurice Fallon, et la date de construction de 1911. C'est selon l'architecte Van Caulaert un bâtiment très intéressant dont un autre exemplaire existe à Loverval dans la province de Hainaut dénommée chapelle du Try d'Haies (1923). À l'époque, les industriels ou les nobles aimaient faire construire des chapelles dans leurs grandes propriétés comme cela se faisait aussi dans les grande fermes et dans les châteaux. 

## Rénovation

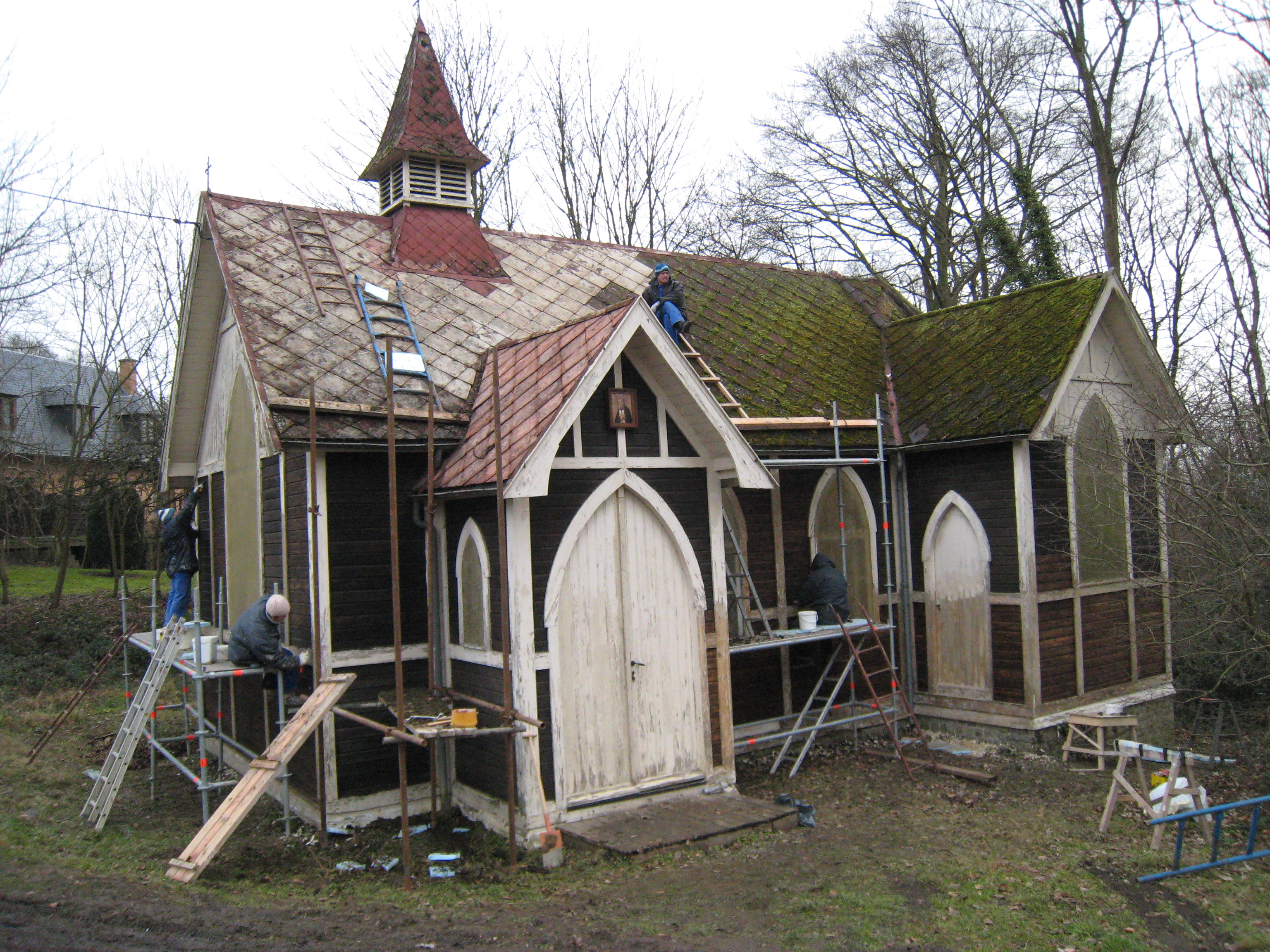
La chapelle pendant la restauration de 2007

Le grand marguillier actuel de la chapelle, Sergueï Petrossov, a fait procéder au début de l'année 2021 à une nouvelle restauration complète des toitures couvertes de mousse. La communauté orthodoxe est très attachée à cette chapelle. Ses lambris bicolores, ses petits vitraux néogothiques, son clocheton, sa structure en bois rappellent les petites églises des villages de Russie,. La situation de la chapelle à l'orée d'un bois et sans bâtiments contigus permet aux fidèles, lors des offices des fêtes, d'organiser des processions autour de la chapelle comme cela se fait dans la tradition russe en particulier durant la nuit de la fête de Pâques. 

## Culte
Tous les quinze jours se tient un office religieux orthodoxe. 